# Назімов Олександр Євгенович
Назімов Олександр Євгенович (1851, Псковська губ. — 1(14) жовтня 1902, Одеса) — російський юрист, вчений-правознавець і викладач.

## Біографія
У кінці 1860-х років Назімови оселились у Києві. Після закінчення Ніжинської гімназії Олександр Назімов вступив на юридичний факультет Київського університету Св. Володимира.
Після закінчення університету зі ступенем кандидата став працювати помічником присяжного повіреного при Київському суді; займався адвокатською практикою.
- 1881 — вступив приват-доцентом у Демидівський юридичний ліцей
- З 1887 — доцент, з 1889 — екстраординарний професор
  - 1886 — захист магістерської дисертації в Київському університеті
- З 1891 роки читав у званні екстраординарного професора поліцейське право в Новоросійському університеті в Одесі. Того ж року став деканом юридичного факультету університету.
- У 1895—1896 роках подорожував по США.

Помер від важкого хронічного захворювання щитоподібної залози. Похований на Першому Християнському цвинтарі в Одесі.